# Katalímata
Katalímata (en griego, Καταλύματα) es un yacimiento arqueológico de Grecia ubicado en la isla de Creta, en la unidad periférica de Lasithi y en el municipio de Yerápetra, cerca del pueblo de Monastiraki. 
En este yacimiento arqueológico, situado en la ladera del cañón de Ja, a unos 3 km de la costa, se ha encontrado un asentamiento que fue habitado en una primera fase en el periodo final neolítico, otra fase en el minoico medio, también fue habitado en el minoico tardío IIIC y además estuvo en uso en los periodos bizantino y veneciano. Con respecto al periodo minoico tardío IIIC, se ha relacionado con otro asentamiento muy cercano, el de Jalasmenos. Algunos arqueólogos creen que Jalasmenos era un lugar habitado permanentemente y Katalímata debía ser un lugar temporal de refugio, al estar relativamente lejos de tierras de cultivo y pastos.  
Se divide en varias terrazas situadas en tres niveles con una diferencia de altura de unos 65 m desde el punto más bajo al más alto. La mayoría de los restos arquitectónicos están en el nivel central. Se han identificado un total de 10 edificios de este asentamiento, uno de los cuales tenía siete habitaciones y muestra señales de diferentes épocas de construcción, desde el minoico medio hasta el periodo veneciano. En el punto más alto del asentamiento se ubicaba un pequeño edificio que podría haber servido de puesto de observación.